# لشکر ۱۰۶ پیاده (ایالات متحده آمریکا)
لشکر ۱۰۶ پیاده ایالات متحده آمریکا (انگلیسی: 106th Infantry Division) لشکر پیاده‌نظام نیروی زمینی ایالات متحده آمریکا است، که در سال ۱۹۴۳ تأسیس شد و در سال ۱۹۵۰ منحل گردید.
لشکر ۱۰۶ پیاده لشکری از ارتش ایالات متحده بود که برای خدمت در طول جنگ جهانی دوم تشکیل شد. دو هنگ از سه هنگ آن در روزهای اولیه نبرد بولج مورد تاخت و تاز و محاصره قرار گرفتند و در ۱۹ دسامبر ۱۹۴۴ مجبور به تسلیم شدن به نیروهای آلمانی شدند. این لشکر با وجود اینکه تا سال ۱۹۴۸ تقریباً به طور کامل در پورتوریکو سازماندهی شده بود، پس از جنگ هرگز رسماً به فهرست نیروها اضافه نشد. متعاقباً، وزارت جنگ تشخیص داد که به این لشکر نیازی نیست و ستاد لشکر را در سال ۱۹۵۰ غیرفعال کرد.